# Atle Selberg

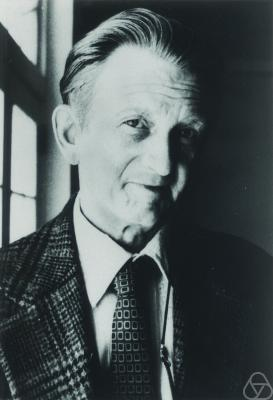
Atle Selberg

Atle Selberg (Langesund, 14 juni 1917 - Princeton, 6 augustus 2007) was een Noors wiskundige, die bekendstaat voor zijn werk op het gebied van de analytische getaltheorie en de theorie van automorfe vormen, in het bijzonder in relatie met de spectraaltheorie. In 1950 ontving hij de Fields-medaille.

## Jeugdjaren
Selberg werd in Langesund geboren als zoon van de wiskundige Ole Michael Ludvigsen Selberg en de lerares Anna Kristina Selberg. Twee van zijn broers werden ook wiskundigen. Zijn laatste broer werd ingenieur.
Terwijl hij nog op school zet werd hij beïnvloed door het werk van Srinivasa Ramanujan en ontdekte hij de exacte analytische formule voor de partitie-functie, zoals deze werd beschreven in de werken van Ramanujan. Dit resultaat werd echter als eerste gepubliceerd door Hans Rademacher. Tijdens de oorlog vocht hij tegen de Duitse invasie van Noorwegen en belandde hij een paar keer in de gevangenis.
Hij studeerde aan de Universiteit van Oslo en promoveerde daar in 1943.

## Jaren veertig in Noorwegen
Tijdens de Tweede Wereldoorlog werkte Selberg als gevolg van de Duitse bezetting van Noorwegen in afzondering. Na de oorlog werden zijn prestaties bekend. Daaronder zijn bewijs dat een positief deel van de nulpunten van de Riemann-zèta-functie op de lijn {\displaystyle \Re (s)={\tfrac {1}{2}}} liggen.
Na de oorlog wendde hij zich tot de zeeftheorie, een eerder verwaarloosd onderwerp dat door Selbergs werk bekend werd. In een artikel uit 1947 introduceerde hij de naar hem vernoemde zeef van Selberg, een methode die in het bijzonder goed geschikt bleek om hulpbovengrenzen te verschaffen, en die twintig jaar later zou bijdragen aan het bewijs van onder andere de stelling van Chen.
In maart 1948 construeerde Selberg met behulp van elementaire middelen, de asymptotische formule
{\displaystyle \vartheta \left(x\right)\log \left(x\right)+\sum \limits _{p\leq x}{\log \left(p\right)}\vartheta \left({\frac {x}{p}}\right)=2x\log \left(x\right)+O\left(x\right)}
waar
{\displaystyle \vartheta \left(x\right)=\sum \limits _{p\leq x}{\log \left(p\right)}}
voor priemgetallen {\displaystyle p}.
In juli van het jaar beschikten zowel Selberg als Paul Erdös over elementaire bewijzen van de priemgetalstelling. Beide bewijzen hadden Selbergs niet gepubliceerde asymptotische formule als uitgangspunt.
De omstandigheden die tot de bewijzen hadden geleid, alsmede onenigheid over publicatie, leidde echter tot een bitter en langdurig geschil tussen beide wiskundigen.
Voor zijn fundamentele werk in de jaren veertig ontving hij in 1950 de Fields-medaille.

## Tijd aan het Institute for Advanced Study
In het begin van de jaren vijftig van de twintigste eeuw emigreerde Selberg naar de Verenigde Staten. Hij vestigde zich in Princeton in de staat New Jersey. Tot aan zijn dood, ruim vijfig jaar later zou hij verbonden blijven aan het aldaar gevestigde Institute for Advanced Study. Gedurende de jaren vijfig werkte hij aan de introductie van de spectraaltheorie in de getaltheorie. Dit werk culmineerde in zijn ontwikkeling van de Selberg-spoorformule, het meest bekende en invloedrijkste van zijn resultaten. In zijn eenvoudigste vorm legt de Selberg-spoorformule de dualiteit vast tussen de lengten van gesloten geodeten op een compect Riemann-oppervlak en de eigenwaarden van de Laplaciaan, iets dat analoog is aan de dualiteit tussen de priemgetallen en de nulpunten van de zèta-functie.
In 1986 werd hij bekroond met de Wolf-Prijs in de wiskunde. In het startjaar van deze prijs, in 2002 kreeg hij een honoraire Abelprijs uitgereikt, dit nog voordat een jaar later de toekenning van de reguliere prijzen begon.
Selberg ontving na zijn Fields-medaille nog vele andere onderscheidingen voor zijn werk. Daaronder waren de Wolfprijs en de Gunnerus-medaille. Hij werd verkozen in de Noorse Academie van Kunsten en Wetenschappen, de Koninklijke Deense Academie van Wetenschappen en de Amerikaanse Academie van Kunst en Wetenschappen.
Selberg had twee kinderen, Ingrid Selberg en Lars Selberg. Ingrid Selberg is getrouwd met de toneelschrijver Mustapha Matura.
Atle Selberg stierf op 6 augustus 2007 in zijn huis in Princeton aan de gevolgen van hartfalen.

## Verzamelde werken
- (en)  Atle Selberg Collected Papers: 1 (Springer-Verlag, Heidelberg), ISBN 0-387-18389-2
- (en)  Collected Papers (Springer-Verlag, Heidelberg Mai 1998), ISBN 3-540-50626-8

## Voetnoten
1. ↑  Spencer, Joel, Graham, Ronald (2009). The Elementary Proof of the Prime Number Theorem. The Mathematical Intelligencer 31 (3): 18–23.  Gearchiveerd van origineel op 8 augustus 2017.
2. ↑  Goldfeld, Dorian (2003). The Elementary Proof of the Prime Number Theorem: an Historical Perspective. Number Theory: New York Seminar: 179–192.
3. ↑  Baas, Nils A., Skau, Christian F. (2008). The lord of the numbers, Atle Selberg. On his life and mathematics. Bull. Amer. Math. Soc. 45 (4): 617–649. DOI: 10.1090/S0273-0979-08-01223-8.  Gearchiveerd van origineel op 27 oktober 2008.
4. ↑  "Atle Selberg, 90, Lauded Mathematician, Dies", New York Times, 17 augustus 2007. Gearchiveerd op 16 juli 2021.

## Verder leeswerk
- (en)  Baas, Nils A., The lord of the numbers, Atle Selberg. On his life and mathematics 617–649 (2008). Gearchiveerd op 27 oktober 2008.  Interview with Selberg
- (en)  Atle Selberg op MacTutor
- (en)  Selberg, Reflections Around the Ramanujan Centenary (1996). Gearchiveerd op 28 november 2017.
- (en)  Necrologie aan de IAS
- (en)  Remembering Atle Selberg from Notices of the AMS